# Kasispea
Kasispea est un village de la paroisse de Kuusalu dans le nord de la région de Harju en Estonie.
Il se trouve sur la péninsule de Pärispea.
Au 1er janvier 2012, sa population était de 96 habitants.